# Каменно-Случанское
Каменно-Случанское (укр. Кам'яне-Случанське) — село в Вировской сельской общине Сарненского района Ровненской области Украины.
Население по переписи 2001 года составляло 1379 человек. Почтовый индекс — 34543. Телефонный код — 3655. Код КОАТУУ — 5625481601.